# Allochthone Art
Als allochthone Art (altgr. ἄλλος állos „anders“, „verschieden“ und χθών khthṓn „Erde“; also etwa „fremd“, „auswärtig“) bezeichnet man in der Biologie und Ökologie gebietsfremde (allochthone) und in Freiheit lebende Arten von Lebewesen, die direkt oder indirekt durch den Menschen in ihren Lebensraum eingeführt wurden, davor also in diesem Gebiet nicht heimisch waren:29. Im Unterschied zu den autochthonen Arten stimmen das Evolutionszentrum und das betrachtete geografische Verbreitungsgebiet bei der allochthonen Art nicht überein.
Ein direkter Einfluss des Menschen liegt vor, wenn solche Arten außerhalb ihres natürlichen Verbreitungsgebietes gezielt eingeführt oder unbeabsichtigt eingeschleppt worden sind. Lebewesen können sich jedoch auch als indirekte Folge menschlicher Aktivität neue Areale erschließen. Hierzu gehören etwa Veränderung des Ökosystems oder die Schaffung von Verbindungen (z. B. der Sueskanal und die nachfolgende Lessepssche Migration). Der indirekte Einfluss bei der Migration (Ausbreitung) von Arten ist nicht leicht mit Sicherheit nachweisbar.:30
Konnten allochthone Lebewesen sich in ihrem neuen Lebensraum behaupten, bezeichnet man sie als Neobiota (Tierarten: Neozoen, Pflanzenarten: Neophyten, Pilzarten: Neomyceten) wenn sie nach 1492 eingeführt wurden; die vor 1492 eingeschleppten Arten werden Archäobiota genannt. Diese Jahreszahl steht symbolisch für die Entdeckung Amerikas (Neue Welt) durch Christoph Kolumbus und die infolge des transkontinentalen Handels und des Ferngüterverkehrs seit dieser Zeit sprunghaft gestiegene Zahl von ungewollt mittransportierten Lebewesen.:30